# Tatjana Brandt

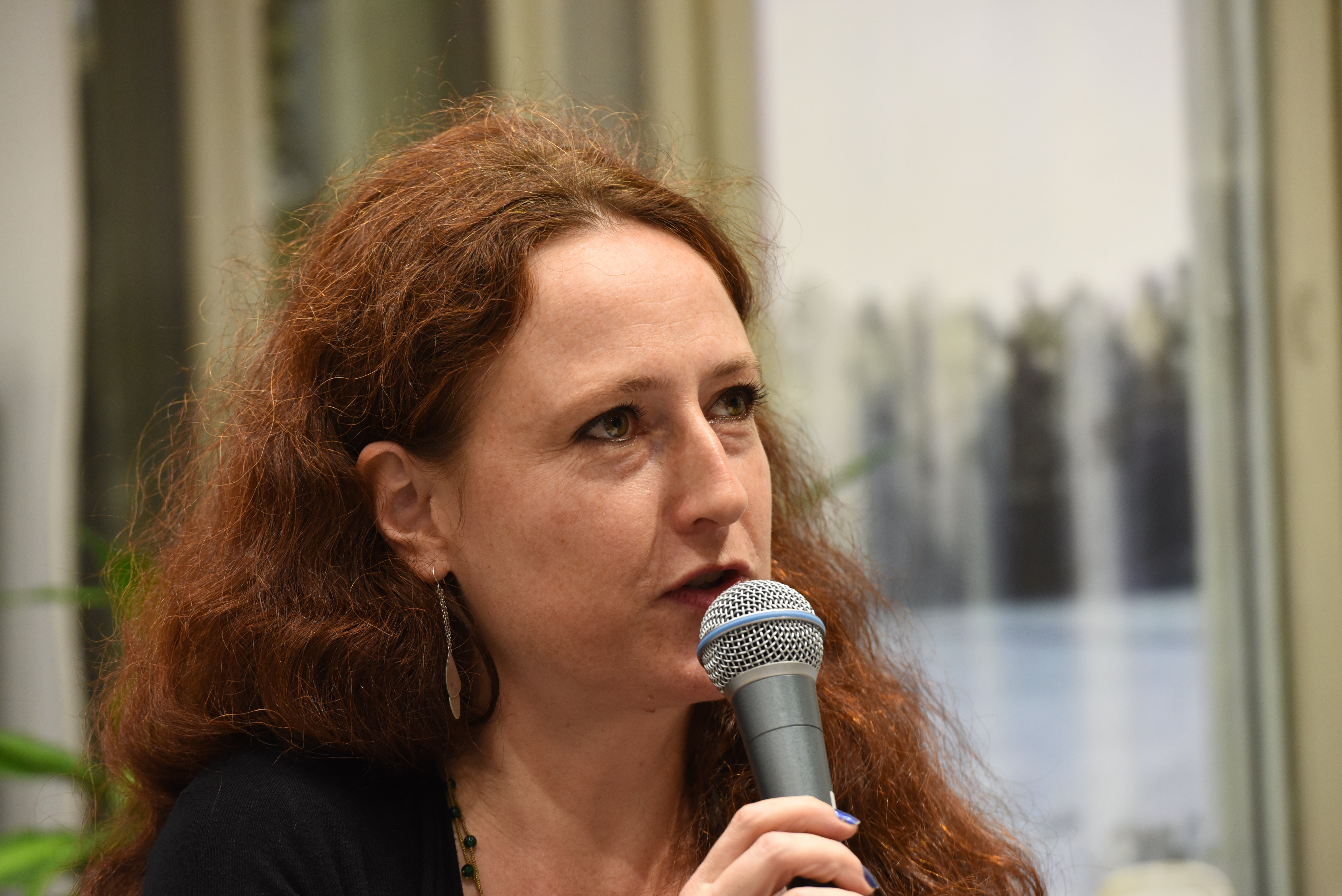
Tatjana Brandt på Bokmässan i Göteborg 2022.

Tatjana Brandt, född 1975 i Åbo, är en finlandssvensk författare, poet och litteraturvetare bosatt i Helsingfors. År 2001 debuterade hon med diktsamlingen  Roo. Brandt skriver kritik, artiklar och essäer i dagstidningar och tidskrifter och disputerade 2014 på en avhandling om Agneta Enckells och Ann Jäderlunds poesi. Mellan 2013 och 2018 var hon ordförande för Fria seminariet i litterär kritik. År 2018 tilldelades hon Samfundet De Nios Julpris och 2022 dess Vinterpris.

## Priser och utmärkelser
- 2018 – De Nios julpris
- 2022 – De Nios Vinterpris